# Léo Mana
Leonardo Mana Hernandes (San Paolo, 6 aprile 2004) è un calciatore brasiliano, difensore del Corinthians.

## Carriera
Ha iniziato a giocare a calcio nel Corinthians nel 2014, all’età di 10 anni. Il 7 luglio 2021 ha firmato il primo contratto professionistico con il club valido fino al 2024.
Il 18 settembre 2022 ha debuttato in prima squadra giocando contro l’América-MG in Série A.

## Statistiche

### Presenze e reti nei club
Statistiche aggiornate al 19 luglio 2023.
| Stagione        | Squadra         | Campionato      | Campionato | Campionato | Coppe nazionali | Coppe nazionali | Coppe nazionali | Coppe continentali | Coppe continentali | Coppe continentali | Altre coppe | Altre coppe | Altre coppe | Totale | Totale | Totale |
| Stagione        | Squadra         | Comp            | Pres       | Reti       | Comp            | Pres            | Reti            | Comp               | Pres               | Reti               | Comp        | Pres        | Reti        | Pres   | Reti   |        |
| --------------- | --------------- | --------------- | ---------- | ---------- | --------------- | --------------- | --------------- | ------------------ | ------------------ | ------------------ | ----------- | ----------- | ----------- | ------ | ------ | ------ |
| 2022            | Corinthians     | A1/SP+A         | 0+1        | 0          | CB              | 0               | 0               | CL                 | 0                  | 0                  |             | -           | -           | 1      | 0      |        |
| 2023            | Corinthians     | A1/SP+A         | 0+4        | 0          | CB              | 0               | 0               | CL+CS              | 1+2                | 0                  |             | -           | -           | 3      | 0      |        |
| 2024            | Corinthians     | A1/SP+A         | 3+5        | 0+0        | CB              | 1               | 0               | CS                 | 0                  | 0                  |             | -           | -           | 9      | 0      |        |
| Totale carriera | Totale carriera | Totale carriera | 13         | 0          |                 | 1               | 0               |                    | 3                  | 0                  |             | -           | -           | 13     | 0      |        |

## Palmarès

### Club

#### Competizioni statali
- Campionato paulista: 1

Corinthians: 2025